# تحليل الأعمال
تحليل الأعمال (بالإنجليزية: Business analysis)‏ هو عبارة عن فرع من المعرفة التي تعرّف احتياجات الأعمال وتحدّد الحلول لمشاكلها. الحلول غالبا ما تشمل عنصر تطوير النّظام، وكما أنها يمكن أن تتكون من تحسينات عملية أو تغيرات تنظيمية. والشخص الذي يقوم بهذه المهمة يسمى محلل الأعمال.
محللوا الأعمال الذين يعملون فقط على تطوير أنظمة البرمجيات يمكن أن يطلق عليهم محللوا تكنولوجيا المعلومات التجارية أو محللوا الأعمال التقنيون أو محللوا الأنظمة.

## تحليل الأعمال-التخصصات الفرعية
تحليل الأعمال كتخصص له تداخل كبير مع متطلبات التحليل حيث تسمى أحيانا المتطلبات الهندسية، كما أنها تركز على تعريف التغيرات التي تحتاجها المؤسسة لتحقيق الأهداف الإستراتيجية. هذه التغيرات تشمل تغييرات في السياسات والعمليات ونظم المعلومات.
الأمثلة على تحليل الأعمال تشمل ما يلي:
تحليل المؤسسة أو تحليل الشركة
ويركز على فهم احتياجات قطاع الأعمال ككل، وتوجـّــُهِها الاستراتيجي، وتحديد المبادرات التي من شأنها أن تساعد التجارة على تحقيق هذه الأهداف الاستراتيجية.
تخطيط المتطلبات والإدارة
ويشمل التخطيط لخطوات التطوير المطلوبة، وتحديد الاحتياجات التي لها الأولوية القصوى للتنفيذ، وإدارة التغيير.
توضيح المتطلبات
يصف التقنيّات لتجميع المتطلّبات من أصحاب المصلحة في المشروع.
تحليل المتطلبات
تصف كيفية تطوير وتحديد المتطلبات بالتفصيل بما يكفي لتمكينها من أن تُنفذ بنجاح من قبل فريق المشروع.
الاتصال بين المتطلبات
يصف التقنيات لضمان أن أصحاب المصلحة لديهم فهم مشترك للمتطلّبات، وكيف سيتم تنفيذها.
تقييم الحل والتحقق من فعاليّته
ويصف كيف يمكن لمحلل الأعمال التحقق من فعاليّة الحل المقترح، وكيفية دعم تنفيذ الحل، وكيفية تقييم أوجه القصور المحتملة في التنفيذ.

## طرق تحليل الأعمال
هناك عدد من الطرق التي سيستخدمها محلل الأعمال ليمهد لتغير الأعمال. هذه الطرق تتراوح من ورشات عمل لتسهيل الحصول على المطلّبات، إلى طرق لتحليل وتنظيم المتطلّبات.
بعض هذه الطرق يشمل ما يلي:
المدقة (PESTLE)
يستخدم هذا لإجراء تحليل للمحيط الخارجي من خلال دراسة مختلف العوامل الخارجية التي تؤثر على المنظمة.

السمات الست للمدقة:
السياسية (التأثيرات الحالية والمحتملة من الضغوط السياسية)
الاقتصادية (أثر الاقتصاد المحلي والوطني والعالمي)
السوسيولوجية (الطرق التي يمكن للمجتمع أن يؤثر على منظمة)
التكنولوجية (تأثير التكنولوجيات الجديدة والناشئة)
القانونية (تأثير التشريعات الوطنية والعالمية)
البيئية (القضايا البيئية المحلية والوطنية العالمية)
الفيض (MOST)
يستخدم هذا لإجراء تحليل للمحيط الداخلي من خلال تحديد سمات MOST للتأكد من أن المشروع الذي تعمل عليه يتماشى مع كلٍّ من السمات الأربع.

السمات الأربع للفيض 
المهمة (إلى أين تنوي أن تذهب الشركة في عملها)
الأهداف (الأهداف الرئيسية التي ستساعد على تحقيق المهمة)
الإستراتيجيات (خيارات للمضي قدماً)
التكتيكات (كيف تُوضع الاستراتيجيات موضع التنفيذ)
الكدح (SWOT)
يستخدم هذا للمساعدة على تركيز الأنشطة في مناطق القوة وأين تكمن أكبر الفرص. وأيضاً يستخدم لتحديد الأخطار التي تتخذ شكل نقاط الضعف، والتهديدات الداخلية والخارجية.

السمات الأربع للكدح:
مصادر القوة -- ما هي المزايا؟ ما يحدث حاليا بشكل جيد؟
نقاط الضعف -- ما الذي يمكن تحسينه؟ ماالذي يتم فعله بشكلٍ سيئ؟
الفرص -- ما هي الفرص الجيدة التي تواجه المنظمة؟
التهديدات -- ما هي العقبات تواجها المنظمة؟
كاتو (CATWOE)
يستخدم هذا للحثّ على التفكير بما تحاول المنظمة أن تحققه من خلال عملها. وجهات النظر في الأعمال تساعد محلل الأعمال على الأخذ بعين الاعتبار التأثير لأي حل مقترح على الأشخاص المعنيين.

هناك ستة عناصر للكاتو 
العملاء --من هم المستفيدون من أعلى مستوى لعملية التجارة وكيف تؤثر عليهم هذه المسألة؟
الجهات الفاعلة -- من هم المشاركون في هذا الوضع، الذين سيشاركون في تنفيذ الحلول، وماذا سيكون أثر نجاحهم؟
عملية التحول -- ما هي العمليات أو النظم المتأثرة من هذه المسألة؟
مشاهدة العالم -- ما هي الصورة الكبيرة، وما هي التأثيرات الواسعة لهذه المسألة؟
المالك -- من يملك العملية أو الحالة التي يجري التحقيق فيها وما هو الدور الذي سوف يلعبه في الحل؟
القيود المحيطة -- ما هي المعوقات والقيود التي من شأنها أن تؤثر في الحل ونجاحه؟
دي بونو (De Bono 6Hat)
كثيرا ما يستخدم في جلسة عصف ذهني لتوليد وتحليل الأفكار والخيارات المطروحة. وهو مفيد لتشجيع أنواع معينة من التفكير، ويمكن أن تكون وسيلة مريحة ورمزية للطلب من شخص ما «تبديل العتاد». أنه ينطوي على تقييد المجموعة فقط إلى التفكير بطرق محددة—وإعطاء الأفكار والتحليلات في «المزاج» في ذلك الوقت. والمعروف أيضا بقبعات التفكير الست.
الأبيض: الصفاء، الحقائق، والمنطقية.
الأخضر: الإبداعي والعاطفي
الأصفر: البريق، التفاؤل والإيجابية.
الأسود: السلبية، المؤيد للشيطان.
الأحمر: العاطفي.
الأزرق: البارد، والمسيطر.
ليس كل الألوان / الأمزجة لا بد من استخدامها
لماذا الخمسة (Five Why's)لماذا الخمسة تستخدم للوصول إلى جذور ما يحدث حقا في لحظة معينة. لكل إجابة يتم إعطاء 'لماذا' أخرى.
موسكو (MoSCoW)
يستخدم هذا لتحديد أولويات المتطلبات عن طريق تخصيص أولوية مناسبة، مقاسة بصلاحية المتطلب نفسه وأولويته مع المتطلبات الأخرى.

موسكو يشمل ما يلي:
يجب أن يكون -- وإلا التسليم سيفشل
ينبغي أن يكون -- خلاف ذلك سوف تضطر إلى اعتماد حل التفافي
يمكن أن يكون -- من أجل زيادة الرضى في التسليم
يود أن يكون في المستقبل -- ولكن لن يكون له الآن
فبس تي (VPEC-T)
ويستخدم هذا الأسلوب عند تحليل توقعات أطراف متعددة لهم وجهات نظر مختلفة للنظام الذي لهم جميعا مصلحة مشتركة فيه، ولكن لديهم أولويات مختلفة ومسؤوليات مختلفة.
القيم -- تشكل الأهداف، والمعتقدات وتهم جميع الأطراف المشاركة. قد تكونوا مالية، اجتماعية، ملموسة وغير ملموسة
السياسات -- القيود التي تحكم ما يمكن القيام به والطريقة التي يمكن القيام بها
الأحداث -- أحداث العالم الحقيقي التي تحفز النشاط
المحتوى -- الجزء ذو المغزى من الوثائق، والأحاديث والرسائل وغيرها التي يتم إنتاجها واستخدامها من قبل جميع جوانب النشاط التجاري
الثقة -- علاقة الثقة (أو غير ذلك) بين جميع الأطراف المشاركة في نظام قيمي

## أدوار محللي الأعمال
بما أن نطاق تحليل الأعمال واسع جدا، كان هناك اتجاه لمحللي الأعمال إلى التخصص في واحد من ثلاث مجموعات من الأنشطة التي تشكل نطاق تحليل الأعمال.
الاستراتيجيون
المنظمات بحاجة إلى التركيز على المسائل الاستراتيجية على أساس أكثر أو أقل بشكل مستمر في عالم الأعمال الحديث. محللو الأعمال، الذين يخدمون هذه الحاجة، هم على دراية جيدة بتحليل الوضع الاستراتيجي للمنظمة ومحيطها، وتقديم المشورة للإدارة العليا بشأن السياسات المناسبة، والآثار المترتبة على القرارات المتعلقة بالسياسة العامة.
المعماريون
المنظمات قد تحتاج إلى إدخال تغييرات لحل مشاكل الأعمال التي قد تم تحديدها من قبل التحليل الاستراتيجي، المشار إليه أعلاه. محللو الأعمال يساهمون من خلال تحليل الأهداف والعمليات والموارد، واقتراح السبل التي تعيد تصميم (استعراض أساليب العمل)، أو التحسينات (بي بي اي) يمكن أن تقدم. مهارات خاصة لهذا النوع من المحلليين هي «مهارات خفيفة»، مثل معرفة الأعمال التجارية، والمتطلبات الهندسية، تحليل أصحاب المصلحة، وبعض المهارات «الصعبة»، مثل نمذجة عملية الأعمال. على الرغم من أن الدور يتطلب وجود وعي للتكنولوجيا واستخداماتها، إلاأنها ليست دور يركز على تقنية المعلومات.
ثلاثة عناصر أساسية لهذا الجانب من تحليل الأعمال: إعادة تصميم عمليات الأعمال الأساسية، وتطبيق التكنولوجيات التمكينية لدعم العمليات الأساسية الجديدة، وإدارة التغيير التنظيمي. هذا الجانب من تحليل الأعمال يسمى أيضا «عملية تحسين الأعمال التجارية» (بي بي أي)، أو "إعادة الهيكلة".
محلل النظم
هناك حاجة إلى مواءمة تنمية تكنولوجيا المعلومات مع أنظمة بالفعل تنتج لقطاع الأعمال. وهناك مشكلة طويلة الأمد في مجال الأعمال هي كيفية الحصول على أفضل عائد من الاستثمار في تكنولوجيا المعلومات، التي بالعادة ما تكون مكلفة جدا وحرجة، وغالبا ما تكون لها اهمية إستراتيجية. أقسام تكنولوجيا المعلومات، على علم بهذه المشكلة، وغالبا ما يتم خلق دور محلل الأعمال التجارية لفهم أفضل، وتحديد المتطلبات اللازمة لنظم تكنولوجيا المعلومات. على الرغم من أنه قد يكون هناك بعض التداخل مع مطور المشروع وأدوار الاختبار، إلا أن التركيز ينصب دائما على جزء من عملية التغيير، وعموما، هذا النوع من محللي الأعمال يتورطون، فقط عندما يكون هناك تغيير تم عمله بالفعل وقرر على أساسه.
في أي حال، فإن مصطلح «المحلل» يعتبر مضللا بعض الشيء في الآونة الأخيرة، لدرجة أن المحللين (أي المحققين) أيضا يقومون بأعمال التصميم (محددوا الحل).

## تحسين عمليات الأعمال
تحسين عمليات الأعمال (business process improvement) ينطوي على ست خطوات:
1. اختيار الفرق العملية، والقائد 

الفرق العملية، تضم 2-4 موظفين من مختلف الدوائر التي تشارك في هذه العملية يتم إعدادهم. كل فريق يختار قائداَ له، وعادة ما يكون الشخص المسؤول عن تشغيل العملية.
2. عملية التدريب على التحليل 

أعضاء الفرق المختارة يتم تدريبهم على عملية التحليل وتقنيات التوثيق.
3. اجتماع الفرق المسؤولة عن العملية التحليلية 

أعضاء الفرق المسؤولة عن العملية تجري مقابلات مع العديد من الناس الذين يعملون على طول العمليات. خلال المقابلة، يجمعون المعلومات عن هيكل العملية، فضلا عن بيانات أداء العملية.
4. توثيق العملية 

نتائج المقابلة تستخدم لرسم أول خريطة للعملية. أوصاف سابقة للعملية تتم مراجعتها، مكاملتها، حيثما كان ذلك ممكنا. التحسينات العملية الممكنة، التي يتم نقاشها خلال المقابلة، تُدمج في خرائط العملية.
5. دورة المراجعة 

وثائق المشروع يتم مراجعتها من قبل الموظفين الذين يعملون في هذه العملية. دورات مراجعة إضافية قد تكون ضرورية من أجل تحقيق رؤية مشتركة (صورة ذهنية) للعملية مع جميع الموظفين المعنيين. هذه المرحلة هي عملية تكرارية.
6. تحليل المشكلة 

يمكن إجراء تحليل دقيق للمشاكل العملية التي أجريت بعد ذلك، على أساس خريطة العملية، والمعلومات التي جمعت حول هذه العملية. في هذا الوقت من المشروع، الهدف من المعلومات عن عملية المراجعة الاستراتيجية يتوفر كذلك، ويستخدم لاستخلاص التدابير اللازمة لتحسين العملية.

## هدف محللي الأعمال
في نهاية المطاف، محللوا الأعمال يرغبون في تحقيق النتائج التالية:
- الحد من الخسارة
- إيجاد حلول
- إكامل المشاريع في الوقت المحدد
- تحسين الكفاءة
- توثيق المتطلبات الصحيحة

إحدى الطرق لتقييم هذه الأهداف هو قياس العائد على الاستثمار (ع.ع.ا) بالنسبة لجميع المشاريع. حفظ النتيجة هي جزء من الطبيعة البشرية ونحن دائما نقارن أداءنا أو أنفسنا مع الآخرين، بغض النظر عما نقوم به. وفقا لفورستر للأبحاث، أكثر من 100 مليار دولار تنفق سنويا في الولايات المتحدة على مشاريع البرمجيات المطورة داخليا. لجميع مشاريع تطوير البرمجيات، حفظ الدرجة هو مهم أيضا وكبار رجال الأعمال يتساءلون باستمرار عن عائد الاستثمارأو (ع.ع.ا) على المشروع المقترح أو في ختام المشروع.ومع ذلك، طلب (ع.ع.ا) دون حقا فهم الأسس التي تقوم عليها، حيث يتم إنشاء قيمة أو تدميرها هو وضع العربة أمام الحصان.

### الحد من الخسائر واستكمال المشاريع في الوقت المحدد
تأخير المشروع مكلف في ثلاثة أبعاد مختلفة:
- تكاليف المشروع—لكل شهر تأخير، يكمل فريق المشروع تجميع التكاليف والنفقات. عندما يكون جزء كبير من فريق تطوير تم نقله إلى الخارج، سوف تبدأ التكاليف بالزيادة بسرعة ووضوح إذا ما تعاقدت على أساس الوقت والمواد (تي آند ام). عقود بأسعار ثابتة مع أطراف خارجية تحد من هذا الخطر. للموارد الداخلية، فإن تكاليف التأخير ليست واضحة تماما، مالم يتم تعقب الوقت الذي تأخذه الموارد في المشروع، حيث تكاليف العمالة هي في جوهرها 'ثابتة' التكاليف.
- فرصة التكاليف—تكاليف الفرص تأتي في شكلين—فقدان الإيرادات وخفض النفقات غير المحققة. بعض المشاريع التي هي على وجه التحديد الغرض منها إيجاد عائدات إضافية إلى الشركة.عن كل شهر تأخير، تفوت الشركة شهر من هذا التدفق الجديد للإيرادات. الغرض من المشاريع الأخرى هو تحسين الكفاءة وتخفيض التكاليف. مرة أخرى، كل شهر من الفشل يؤجل تحقيق هذه التخفيضات على حساب جانب شهر آخر. في الغالبية العظمى من الحالات، فإن هذه الفرص لا يتم إمساكها أو تحليلها، مما يؤدي إلى حسابات (ع.ع.ا) مضللة. من اثنين من تكاليف الفرصة البديلة، فإن العائدات التي فقدت هي أفظع—والآثار هي أكبر وأطول أمدا.

ملاحظة: في الكثير من المشاريع (لا سيما الكبرى منها) مدير المشروع هو المسؤول عن مهمة ضمان أن يكتمل المشروع في الوقت المحدد. وظيفة محلل الأعمال هي التأكد من أنه إذا لم يكتمل المشروع في الوقت المحدد فإنه يتم إكمال المتطلبات ذات الأولوية القصوى.

### توثيق المتطلبات الصحيحة
محللوا الأعمال يريدون أن يتأكدوا من أنهم يعرّفون التطبيق بطريقة تلبي احتياجات المستخدمين.أساسا، يريدون أن يعرّفوا التطبيق الصحيح. وهذا يعني أنه يجب عليهم أن يوثقوا المتطلبات الصحيحة من خلال الاستماع بعناية لردة فعل 'الزبون'، وعن طريق تقديم مجموعة كاملة من المتطلبات الواضحة للمهندسين المعماريين التقنيين والمبرمجين الذين سيقومون بكتابة البرنامج. إذا حد محلل أعمال من الأدوات أو المهارات اللازمة لمساعدته على الحصول على المتطلبات الصحيحية، فإن هناك احتمالات عالية نسبيا انه في نهاية المطاف سيوثّق المتطلبات التي لن تستخدم أو التي سوف تحتاج إلى إعادة كتابة—مما يؤدي إلى إعادة العمل من جديد على النحو الذي نوقش أعلى. الوقت الضائع في توثيق المتطلبات غير الضرورية، ليس فقط يؤثر على محلل الأعمال، إنه أيضاً يؤثر على بقية دورة التطوير. المبرمجون بحاجة إلى كتابة البرنامج لتنفيذ هذه المتطلبات غير الضرورية والمختبرون بحاجة إلى التأكد من أنَّ ميزات البرنامج فعلا تعمل كما هو موثق ومكتوب في البرنامج. ويقدر الخبراء أن 10 ٪ إلى 40 ٪ من الخصائص الموجودة في التطبيقات البرمجية الجديدة ليست ضرورية أو غير مستخدمة. أن تكون قادراً على خفض عدد الميزات الأضافية حتى الثلث يمكن أن يؤدي إلى التوفير بشكل كبير.

### تحسين كفاءة المشروع
الكفاءة يمكن أن تتحقق بطريقتين: عن طريق الحد من إعادة صياغة العمل وتقصير طول المشروع.
إعادة صياغة العمل هو عادة وتشكل صداعاً للمنظمات، وأصبح شائعا جدا في العديد من المنظمات ان يضاف هذا العمل الأضافي في ميزانيات المشاريع، والأطر الزمنية. وعموما يشير إلى العمل الإضافي اللازم في المشروع لإصلاح الأخطاء بسبب المتطلبات غير المكتملة أو المفقودة ويمكن أن تؤثر على كامل عملية تطوير البرنامج من التعريف إلى كتابة البرنامج وإلى الاختبار. إن الحاجة إلى إعادة صياغة العمل يمكن خفضها من خلال التأكد من أن جمع المتطلبات وتعريف العمليات دقيق ويتم عن طريق ضمان أن الأعمال التجارية وأعضاء المشروع مشاركون في هذه العمليات من مرحلة مبكرة.
تقصير طول المشروع يقدم اثنين من الفوائد المحتملة. في كل شهر يمكن اختصاره من المشروع، يمكن للتكاليف الموفّرة أن تحوّل إلى مشاريع أخرى. هذا يمكن أن يؤدي إلى توفير كبير في المشروع الحالي، ويؤدي أيضاً إلى بدء مشاريع المستقبل في وقت ابكر (وبالتالي زيادة الإيرادات المحتملة).